# 玉ノ富士茂
玉ノ富士 茂（たまのふじ しげる、1949年11月24日 - 2021年6月21日）は、栃木県那須郡小川町出身で片男波部屋所属の元大相撲力士。本名は大野 茂（旧姓は阿久津）。身長185cm、体重127kg。得意手は右四つ、寄り、上手投げ、割り出し。最高位は東関脇（1978年3月場所 - 7月場所、1979年1月場所 - 3月場所）。現役引退後は、1987年9月から2010年2月まで片男波部屋の師匠を、2012年2月から2014年4月まで日本相撲協会理事を1期務めた。

## 来歴
東京の関東高校でバスケットボールの選手として活躍するも、3年途中で中退して片男波部屋に入門し、1967年5月場所に初土俵を踏む。序ノ口に付いてすぐに6勝1敗と好成績を残したものの、この成績に不満を感じて相撲に見切りを付けた玉ノ富士は場所直後に部屋を脱走。自身の将来を案じたこともあって翌1968年に志願して陸上自衛隊に入隊、一等陸士まで昇進し満期除隊した。その他にも味噌工場、トンネル工事、ビル建設など幾つかのアルバイトを経験した後に師匠・12代片男波（元関脇・玉乃海）の許しを得て片男波部屋に再入門。1970年9月場所に再び番付外から取り直した。玉ノ富士の廃業届は1968年5月に一度提出されて受理されており、本来であれば相撲協会の一度離籍した人間の復帰を認めない規定に反するが、当時はおおらかであったため再入門が許されたという。死去の際には、再入門が認められたのは再入門を認めない詳細な規定が無かったためと解説されている。なお、師匠・玉乃海も一旦角界を離れ（こちらは除名）、軍隊経験の後に再入門した異色の経歴の持ち主だった。
その後は順調に番付を上げて行き、1973年11月場所に十両に昇進。1974年9月場所には新入幕を果たした。上位との壁に苦しんだが、1977年後半から三役に定着し、1978年1月には11勝4敗の好成績を挙げた上に4大関を倒したことが評価され、敢闘賞を受賞。この時期の玉ノ富士は「大関より強い関脇」として話題になっていた同年3月場所からの7場所間に、小結を1場所挟んで関脇を計6場所勤めた。1978年11月場所12日目の輪島戦はNHK大相撲中継の視聴率が37.1%を記録しており、これは11月場所のものとしては2019年5月場所終了時点で6位タイである（ビデオリサーチ調べ）。右四つ相撲で前褌を取ると力を発揮し、大関昇進も期待されたが、立合いが遅く糖尿病も患ったため昇進出来なかった。次第に引く相撲が多くなり幕内下位に低迷。1981年5月場所を最後に十両に陥落し、同年11月場所を最後に現役を引退した。年寄・湊川を襲名し、部屋付きの親方として後進の指導に当たったが、1987年に12代片男波が死去したため片男波部屋を継承し、関脇玉春日・玉乃島、前頭玉海力・玉力道らを育てている。自衛隊に入隊していた自身の経歴を踏まえ「一つの社会で我慢することを覚えさせたい。相撲界に限らず、どの社会でも頑張り通せば結果が付いてくる」と考えて弟子を育成していた。現役時代にわずらった糖尿病は引退後に重篤な段階まで悪化し、2000年7月場所を休場して片足の切断手術を受けた。2010年2月に弟子の玉春日に部屋を譲り、年寄・楯山として部屋付き親方となった。そもそも玉鷲が40代に入ってからも幕内で相撲を取り続けている要因としては玉春日のアイデアによって部屋が小規模化した割に稽古が充実している面もあるため、玉鷲は実質的に玉春日の育ての弟子である。
2012年の改選で理事に当選し、九州場所担当部長に就任。1期務めた後、2014年の改選では、停年（定年に相当する日本相撲協会の制度）間近のため立候補せず、役員待遇に退いた。同年10月の時点の記事では「60歳で部屋を譲ったが、関取が一度も途切れなかったことが良かったことです。今の片男波がしっかりやってくれるので安心して退職できます」とコメントしており、停年親方の再雇用制度が正式導入される前であったことから再雇用されるかどうかという話題はまだ出ていなかった。
同年11月23日限りで満65歳の停年退職となり、従来の規定であれば相撲協会を離れて市井の人となるところだったが、定年直前に決まった停年親方の再雇用制度の適用第1号となり、12月6日付で再雇用された。再雇用任期満了前の2019年4月25日に退職した。なお、既に再雇用時点で協会の業務を満足に行える体調ではなかったため、一部からは「再雇用を利用しなくても厚生年金があるのになぜ?」という批判もあった。
2021年6月21日に肝臓がんのため大分県内の病院で死去。71歳没。葬儀・告別式は家族葬にて執り行われた。

## エピソード
- 貴ノ花に対しては強く12勝11敗と勝ち越している。1978年1月場所から7月場所にかけては4連勝もした。同じ大関の旭國には6勝11敗で、1977年11月場所まで1勝8敗（1勝は不戦勝で、実質の勝利は無し）と全く勝てなかったが、上位に定着し出した1978年1月場所から1979年9月場所まで5勝3敗と勝ち越している。大関には互角以上に渡り合ったが横綱には分が悪く特に北の湖には初顔から19連敗、4年近く勝てなかったが1979年9月場所でようやく初勝利を挙げた。最終的な対戦成績は2勝23敗。停年直前の時期の記事では対北の湖戦での初勝利を思い出の一番として挙げている[5]。また2代若乃花にも分が悪く、最終的な対戦成績は3勝23敗で、横綱昇進後の若乃花には1度も勝つことが出来なかった。
- 浮世絵から抜き出てきたような風貌や掴みどころのない性格を由来として「関取退屈男」の異名を冠していた。ある時大関取りの話題を記者に言及された際、「大関候補なんか他にも強い人がたくさんいるから駄目だよ」と話していた。掴みどころのない人物ではあるが「歯触りにつかみどころがない」という理由で鰻が嫌いであるという。

## 主な成績
- 通算成績：431勝420敗35休[13]  勝率.506
- 幕内成績：289勝326敗  勝率.470
- 現役在位：73場所
- 幕内在位：41場所
- 三役在位：12場所 (関脇6場所、小結6場所）
- 三賞：3回
  - 殊勲賞：1回（1979年9月場所）
  - 敢闘賞：2回（1978年1月場所、1979年11月場所）
- 金星：2個（北の湖1個、三重ノ海1個）
- 各段優勝
  - 序二段優勝：1回（1971年1月場所）
  - 序ノ口優勝：1回（1970年11月場所）
- 対横綱戦：7勝58敗（輪島4勝、北の湖2勝、三重ノ海1勝）*輪島の1勝は不戦勝
- 対大関戦：28勝42敗（貴ノ花12勝、三重ノ海・旭國6勝、魁傑2勝、若三杉・増位山1勝）

### 場所別成績
| | 一月場所 初場所（東京）   | 三月場所 春場所（大阪） | 五月場所 夏場所（東京） | 七月場所 名古屋場所（愛知） | 九月場所 秋場所（東京）   | 十一月場所 九州場所（福岡） |
| --- | ------------------------- | ----------------------- | ----------------------- | --------------------------- | ------------------------- | --------------------------- |
| 1967年 （昭和42年） | x                         | x                       | （前相撲）              | 西序ノ口18枚目 6–1          | 西序二段74枚目 休場 0–0–7 | 西序二段119枚目 休場 0–0–7  |
| 1968年 （昭和43年） | 東序ノ口16枚目 休場 0–0–7 | （番付外）              | 引退 0–0–0              | x                           | x                         | x                           |
| 各欄の数字は、「勝ち-負け-休場」を示す。 優勝 引退 休場 十両 幕下 三賞：敢=敢闘賞、殊=殊勲賞、技=技能賞 その他：★=金星 番付階級：幕内 - 十両 - 幕下 - 三段目 - 序二段 - 序ノ口 幕内序列：横綱 - 大関 - 関脇 - 小結 - 前頭（「#数字」は各位内の序列） |                           |                         |                         |                             |                           |                             |

| | 一月場所 初場所（東京） | 三月場所 春場所（大阪） | 五月場所 夏場所（東京） | 七月場所 名古屋場所（愛知） | 九月場所 秋場所（東京） | 十一月場所 九州場所（福岡） |
| --- | ----------------------- | ----------------------- | ----------------------- | --------------------------- | ----------------------- | --------------------------- |
| 1970年 （昭和45年） | x                       | x                       | x                       | x                           | （前相撲）              | 東序ノ口筆頭 優勝 7–0       |
| 1971年 （昭和46年） | 東序二段10枚目 優勝 7–0 | 東三段目4枚目 5–2       | 西幕下45枚目 4–3        | 東幕下40枚目 4–3            | 西幕下36枚目 3–4        | 東幕下43枚目 3–4            |
| 1972年 （昭和47年） | 西幕下50枚目 5–2        | 西幕下30枚目 2–5        | 東幕下52枚目 6–1        | 東幕下26枚目 5–2            | 西幕下16枚目 5–2        | 東幕下9枚目 4–3             |
| 1973年 （昭和48年） | 東幕下8枚目 3–4         | 東幕下15枚目 4–3        | 西幕下10枚目 5–2        | 西幕下4枚目 5–2             | 西幕下2枚目 6–1         | 東十両12枚目 8–7            |
| 1974年 （昭和49年） | 西十両10枚目 8–7        | 西十両8枚目 6–7–2       | 東十両11枚目 9–6        | 東十両3枚目 8–7             | 東前頭13枚目 8–7        | 西前頭11枚目 8–7            |
| 1975年 （昭和50年） | 東前頭8枚目 7–8         | 西前頭10枚目 9–6        | 東前頭5枚目 9–6         | 東前頭筆頭 5–10             | 西前頭5枚目 6–9         | 西前頭8枚目 6–9             |
| 1976年 （昭和51年） | 西前頭11枚目 9–6        | 西前頭5枚目 5–10        | 西前頭10枚目 10–5       | 西前頭3枚目 9–6             | 西小結 5–10             | 西前頭5枚目 8–7             |
| 1977年 （昭和52年） | 西前頭筆頭 6–9          | 西前頭2枚目 5–10        | 東前頭8枚目 11–4        | 東前頭筆頭 8–7              | 西小結 5–10             | 西前頭2枚目 8–7             |
| 1978年 （昭和53年） | 西小結 11–4 敢          | 東関脇 8–7              | 東関脇 9–6              | 東関脇 7–8                  | 東小結 8–7              | 西関脇 8–7                  |
| 1979年 （昭和54年） | 東関脇 8–7              | 東関脇 4–11             | 西前頭4枚目 6–9         | 西前頭7枚目 9–6             | 西前頭筆頭 8–7 殊★      | 東小結 8–7 敢               |
| 1980年 （昭和55年） | 東小結 3–12             | 東前頭7枚目 9–6         | 東前頭2枚目 5–10        | 東前頭5枚目 4–11            | 西前頭11枚目 8–7        | 東前頭4枚目 6–9 ★           |
| 1981年 （昭和56年） | 東前頭10枚目 9–6        | 西前頭4枚目 1–14        | 西前頭12枚目 3–12       | 西十両6枚目 8–7             | 西十両4枚目 6–9         | 西十両8枚目 引退 0–0–12     |
| 各欄の数字は、「勝ち-負け-休場」を示す。 優勝 引退 休場 十両 幕下 三賞：敢=敢闘賞、殊=殊勲賞、技=技能賞 その他：★=金星 番付階級：幕内 - 十両 - 幕下 - 三段目 - 序二段 - 序ノ口 幕内序列：横綱 - 大関 - 関脇 - 小結 - 前頭（「#数字」は各位内の序列） |                         |                         |                         |                             |                         |                             |

### 幕内対戦成績
| 力士名     | 勝数 | 負数 | 力士名   | 勝数  | 負数 | 力士名    | 勝数 | 負数 | 力士名      | 勝数 | 負数 |
| ---------- | ---- | ---- | -------- | ----- | ---- | --------- | ---- | ---- | ----------- | ---- | ---- |
| 青葉城     | 9    | 9    | 青葉山   | 3     | 6    | 朝汐(4代) | 2    | 0    | 旭國        | 6(1) | 11   |
| 天ノ山     | 4    | 4    | 荒勢     | 13    | 9    | 岩波      | 0    | 3    | 大潮        | 6    | 5    |
| 巨砲       | 2    | 0    | 大錦     | 3     | 1    | 大ノ海    | 0    | 1    | 大鷲        | 2    | 3    |
| 魁輝       | 4    | 1    | 魁傑     | 12    | 5    | 影虎      | 0    | 1    | 和錦        | 1    | 0    |
| 北瀬海     | 3    | 4    | 北の湖   | 2     | 23   | 麒麟児    | 9    | 10   | 蔵間        | 5    | 6    |
| 黒瀬川     | 3    | 6    | 黒姫山   | 8     | 8    | 琴風      | 3(1) | 4    | 琴乃富士    | 4    | 2    |
| 琴若       | 3    | 1    | 金剛     | 1     | 3    | 蔵玉錦    | 2    | 1    | 佐田の海    | 1    | 0    |
| 白田山     | 1    | 1    | 神幸     | 0     | 2    | 大旺      | 1    | 1    | 大峩        | 3    | 4    |
| 大受       | 2    | 0    | 大寿山   | 2     | 0    | 大竜川    | 2    | 0    | 隆の里      | 8    | 5    |
| 貴ノ花     | 12   | 11   | 高見山   | 8     | 8    | 谷嵐      | 1    | 2    | 千代櫻      | 1    | 0    |
| 千代の富士 | 2    | 1    | 出羽の花 | 3     | 5    | 天龍      | 2    | 0    | 闘竜        | 2    | 2    |
| 栃赤城     | 4    | 7    | 栃東     | 2     | 3    | 栃光      | 12   | 15   | 羽黒岩      | 2    | 0    |
| 長谷川     | 0    | 3    | 播竜山   | 3     | 5    | 飛騨ノ花  | 2    | 0    | 福の花      | 5    | 0    |
| 富士櫻     | 8    | 5    | 二子岳   | 7     | 2    | 双津竜    | 7    | 2    | 鳳凰        | 5    | 3    |
| 北天佑     | 0    | 2    | 増位山   | 11    | 12   | 舛田山    | 3    | 1    | 三重ノ海    | 7    | 18   |
| 三杉磯     | 2    | 2    | 満山     | 1     | 0    | 陸奥嵐    | 5    | 0    | 豊山        | 12   | 5    |
| 吉王山     | 1    | 0    | 吉の谷   | 1     | 0    | 琉王      | 1    | 2    | 龍虎        | 0    | 2    |
| 若獅子     | 6    | 3    | 若島津   | 0     | 2    | 若ノ海    | 1    | 0    | 若乃花(2代) | 3    | 23   |
| 輪島       | 4(1) | 19   | 鷲羽山   | 10(1) | 11   |           |      |      |             |      |      |

## 改名歴
- 阿久津 茂（あくつ しげる）1967年5月場所
- 玉ノ冨士 茂（たまのふじ -）1967年7月場所-1975年9月場所
- 玉ノ富士 茂（たまのふじ- ）1975年11月場所-1981年11月場所

## 年寄変遷
- 湊川 佳英（みなとがわ よしひで）1981年11月-1987年9月
- 片男波 大造（かたおなみ たいぞう）1987年9月-2010年2月
- 楯山 大造（たてやま たいぞう）2010年2月-2014年11月、2014年12月-2019年4月
  - 2014年11月23日付で停年（定年）退職、同年12月6日付で再雇用。